# Tân Mỹ, Đức Hòa
Tân Mỹ là một xã thuộc huyện Đức Hòa, tỉnh Long An, Việt Nam.

## Địa lý
Xã Tân Mỹ có vị trí địa lý:
- Phía đông giáp Thành phố Hồ Chí Minh
- Phía tây giáp xã Hiệp Hòa
- Phía nam thị trấn Hậu Nghĩa và các xã Đức Lập Thượng, Tân Phú
- Phía bắc giáp xã An Ninh Đông và Thành phố Hồ Chí Minh.

Xã có diện tích 36,28 km², dân số năm 1999 là 11.217 người, mật độ dân số đạt 309 người/km².

## Hành chính
Xã được chia thành 6 ấp: Bến Long, Chánh, Chánh Hội, Lập Điền, Bàu Công, Rừng Dầu.

## Giáo dục
- Trường Trung học cơ sở Lê Minh Xuân
- Trường Tiểu học Lê Minh Xuân
- Trường Tiểu học Bàu Công